# Großsteingrab Unnerup Mølle
Das Großsteingrab Unnerup Mølle war eine megalithische Grabanlage der jungsteinzeitlichen Nordgruppe der Trichterbecherkultur im Kirchspiel Vejby in der dänischen Kommune Gribskov. Es wurde im 19. Jahrhundert zerstört.

## Lage
Das Grab lag in der Nähe der Mühle von Unnerup; der exakte Standort ist nicht überliefert.

## Forschungsgeschichte
Aus dem Grab wurden Funde geborgen. Zur genauen Fund- und Zerstörungszeit liegen keine Informationen vor.

## Beschreibung

### Architektur
Zu Form, Maßen und Orientierung der Anlage liegen keine Informationen vor.

### Funde
In dem Grab wurden fünf Feuerstein-Beile und weitere Gegenstände gefunden. Die Beile wurden vom Dänischen Nationalmuseum registriert, sind aber heute verschollen.